# Greater Winnipeg Water District Railway
| Der Bahnhof Plinquet Street, mit dem Triebwagen Nr. 205. |                      |                                        |                                        |
| Karte der Greater Winnipeg Water District Railway. |                      |                                        |                                        |
| Streckenlänge: | 164 km               |                                        |                                        |
| Spurweite: | 1435 mm (Normalspur) |                                        |                                        |
| Minimaler Radius: | 146 m                |                                        |                                        |
| |                      |                                        |                                        |
| \| \| 0,0 \| Plinquet Street (St. Baniface) \| 234 m ü. M. \| \| \| \| Abzweigung zur CN \| \| \| \| \| Dawson Road North Ausweichstelle \| \| \| \| \| Gleisdreieck \| \| \| \| \| Industriegleis \| \| \| \| \| Abzweigung Nr. 2 zur CN \| \| \| \| \| Kreuzung CN \| \| \| \| \| Ray Marius Road Ausweichstelle \| \| \| \| \| Industriegleis \| \| \| \| \| Red River Floodway (268 m) \| \| \| \| 20,9 \| Deacon \| Deacon \| \| \| 35,4 \| Millbrook Abstellgleis \| Millbrook Abstellgleis \| \| \| 41,8 \| Richland \| Richland \| \| \| 49,8 \| Monominto Gleisdreieck, Ausweichstelle \| Monominto Gleisdreieck, Ausweichstelle \| \| \| 54,7 \| Ostenfeld \| Ostenfeld \| \| \| \| Ausweichstelle \| \| \| \| 62,7 \| Ross \| Ross \| \| \| 69,2 \| Bruce Juct. \| Bruce Juct. \| \| \| 77,2 \| Larkhill \| Larkhill \| \| \| 90,1 \| Spruce \| Spruce \| \| \| 102,9 \| Hadashville \| 301 m ü. M. \| \| \| \| Whitemouth River (36 m) \| \| \| \| \| Gleisdreieck \| \| \| \| 111,0 \| Prawda Ausweichstelle \| Prawda Ausweichstelle \| \| \| 119,0 \| McMumm Ausweichstelle \| McMumm Ausweichstelle \| \| \| \| Birch River (43 m) \| \| \| \| \| Boggy River (30 m) \| \| \| \| 125,5 \| East Braintree \| East Braintree \| \| \| \| Gleisdreieck \| \| \| \| 150,6 \| Ausweichstelle \| Ausweichstelle \| \| \| \| Gleisdreieck \| \| \| \| 164 \| Waugh Shoal Lake \| 327 m ü. M. \| \| [1] \| \| \| \| |                      |                                        |                                        |
| Betriebs-/Güterbahnhof Streckenanfang | 0,0                  | Plinquet Street (St. Baniface)         | 234 m ü. M.                            |
| Abzweig geradeaus und von links |                      | Abzweigung zur CN                      | Abzweigung zur CN                      |
| Dienststation / Betriebs- oder Güterbahnhof |                      | Dawson Road North Ausweichstelle       | Dawson Road North Ausweichstelle       |
| Abzweig geradeaus, nach rechts und von rechts |                      | Gleisdreieck                           | Gleisdreieck                           |
| Kreuzung |                      | Industriegleis                         | Industriegleis                         |
| Abzweig geradeaus und nach rechts |                      | Abzweigung Nr. 2 zur CN                | Abzweigung Nr. 2 zur CN                |
| Kreuzung |                      | Kreuzung CN                            | Kreuzung CN                            |
| Dienststation / Betriebs- oder Güterbahnhof |                      | Ray Marius Road Ausweichstelle         | Ray Marius Road Ausweichstelle         |
| Kreuzung |                      | Industriegleis                         | Industriegleis                         |
| Brücke über Wasserlauf |                      | Red River Floodway (268 m)             | Red River Floodway (268 m)             |
| Dienststation / Betriebs- oder Güterbahnhof | 20,9                 | Deacon                                 | Deacon                                 |
| ehemaliger Haltepunkt / Haltestelle | 35,4                 | Millbrook Abstellgleis                 | Millbrook Abstellgleis                 |
| ehemaliger Haltepunkt / Haltestelle | 41,8                 | Richland                               | Richland                               |
| Abzweig geradeaus, nach rechts und von rechts | 49,8                 | Monominto Gleisdreieck, Ausweichstelle | Monominto Gleisdreieck, Ausweichstelle |
| ehemaliger Haltepunkt / Haltestelle | 54,7                 | Ostenfeld                              | Ostenfeld                              |
| Dienststation / Betriebs- oder Güterbahnhof |                      | Ausweichstelle                         | Ausweichstelle                         |
| Dienststation / Betriebs- oder Güterbahnhof | 62,7                 | Ross                                   | Ross                                   |
| ehemaliger Haltepunkt / Haltestelle | 69,2                 | Bruce Juct.                            | Bruce Juct.                            |
| ehemaliger Haltepunkt / Haltestelle | 77,2                 | Larkhill                               | Larkhill                               |
| ehemaliger Haltepunkt / Haltestelle | 90,1                 | Spruce                                 | Spruce                                 |
| Dienststation / Betriebs- oder Güterbahnhof | 102,9                | Hadashville                            | 301 m ü. M.                            |
| Brücke über Wasserlauf |                      | Whitemouth River (36 m)                | Whitemouth River (36 m)                |
| Abzweig geradeaus, ehemals nach rechts und ehemals von rechts |                      | Gleisdreieck                           | Gleisdreieck                           |
| Dienststation / Betriebs- oder Güterbahnhof | 111,0                | Prawda Ausweichstelle                  | Prawda Ausweichstelle                  |
| Dienststation / Betriebs- oder Güterbahnhof | 119,0                | McMumm Ausweichstelle                  | McMumm Ausweichstelle                  |
| Brücke über Wasserlauf |                      | Birch River (43 m)                     | Birch River (43 m)                     |
| Brücke über Wasserlauf |                      | Boggy River (30 m)                     | Boggy River (30 m)                     |
| Dienststation / Betriebs- oder Güterbahnhof | 125,5                | East Braintree                         | East Braintree                         |
| Abzweig geradeaus, ehemals nach rechts und ehemals von rechts |                      | Gleisdreieck                           | Gleisdreieck                           |
| Dienststation / Betriebs- oder Güterbahnhof | 150,6                | Ausweichstelle                         | Ausweichstelle                         |
| Abzweig geradeaus, ehemals nach links und ehemals von links |                      | Gleisdreieck                           | Gleisdreieck                           |
| Betriebs-/Güterbahnhof Streckenende | 164                  | Waugh Shoal Lake                       | 327 m ü. M.                            |
| [ 1 ] |                      |                                        |                                        |

Die Greater Winnipeg Water District Railway ist eine Industriebahn mit Sitz in Winnipeg (Kanada). Eigentümer ist die Stadt Winnipeg. Die Bahnstrecke wurde zwischen 1914 und 1915 zum Bau und zur späteren Instandhaltung des Winnipeg-Aquädukts erstellt. Die Gesellschaft betreibt eine 164 Kilometer lange Strecke zwischen Winnipeg und Waugh am Shoal Lake an der Ostgrenze von Manitoba. Die Strecke hat Verbindungsgleise zur Canadian National Railway.

## Geschichte
Der Greater Winnipeg Water District (GWWD) wurde 1913 als Zusammenarbeit zwischen der Stadt Winnipeg und ihren Nachbargemeinden gegründet. Dieser Zusammenschluss stellte 13,5 Millionen Kanadische Dollar zum Bau eines Aquäduktes zum Shoal Lake, an der Grenze zwischen Manitoba und Ontario, zur Verfügung. Das Wasserbauwerk sollte die Trinkwasserversorgung der Region sicherstellen.

### Greater Winnipeg Water District Railway
Daraufhin wurde die Greater Winnipeg Water District Railway gegründet, sie sollte Personen und Material zum Bau des Aquädukts von Winnipeg zum Shoal Lake transportieren. Die Bauarbeiten begannen 1914 und führten entlang des geplanten Aquädukts. Die 164 Kilometer lange Strecke wurde bereits 1915 fertiggestellt. Im Anschluss begannen die Aushubarbeiten für das Aquädukt. Das gesamte Projekt konnte 1919 abgeschlossen werden. Während der Erstellung des Wasserbauwerks wurden mehr als 1.000.000 Kubikmeter Sand und Kies sowie 600.000 Fässer Zement transportiert.
Ab 1917 mietete die Greater Winnipeg Water District Railway ihr erstes Bahngebäude, in der Rue Aubert (Winnipeg), von der Canadian Northern Railway. Dort war der Sitz des Unternehmens bis 1929. Danach ließ die Gesellschaft von dem ortsansässigen Architekten William Fingland einen neuen Bahnhof in der Plinquet Street erbauen.
Zu Beginn verkehrten drei Züge pro Woche und transportierten Bahnarbeiter und Baumaterial zu den Einsatzorten entlang der Strecke. Mit der Bahn gelangten auch frühe Siedler und ihre Waren von und nach Winnipeg. Um weitere Einnahmen zu erzielen, transportierte die Bahn auch Frachten für Kunden entlang der Strecke, darunter Holz, Eis, Post, Milch, Kies und Sand. Die Wälder entlang der Bahnstrecke dienten dem Holzeinschlag und das geschlagene Holz wurde anschließend nach Winnipeg verbracht. Im Jahr 1935 erreichten mehr als 35.000 Holzbündel den Bahnhof Plinquet Street. Als der Markt für Brennholz zurückging, lieferte die Bahn Holz zu den Zellstoff- und Papierfabriken in die USA. In den 1950er Jahren waren die Wälder nahe der Bahnstrecke schließlich vollständig gerodet. Als weitere Einnahmequellen wurden von der Gesellschaft Kiesgruben, zur Erstellung des Aquädukts und zum Straßenbau, betrieben. Zu Spitzenzeiten verkehrten auf der Strecke bis zu sechs Züge pro Tag zum Verarbeitungsunternehmen Supercrete Ltd. Der letzte Kieszug fuhr 1993.

### Heute
Heute wird die Bahnstrecke nur noch im Rahmen der Wasserversorgung von Winnipeg eingesetzt. Sie transportiert Arbeiter und Material für die Instandhaltung des Aquädukts und der Bahnstrecke zur Wasserentnahmestelle am Shoal Lake. Ferner werden Abfälle aus dem See abtransportiert. Sie wird auch für die Sicherheit und Überwachung entlang des Aquädukts eingesetzt. Die Bahn ist die einzige Möglichkeit, den Zulauf zum Aquädukt zu erreichen.
Der Greater Winnipeg Water District (GWWD) als Institution existiert nicht mehr. Heute sind die Strecke und das Aquädukt Eigentum der Stadt Winnipeg und werden von der Wasser- und Abfallbehörde der Stadt betrieben und unterhalten. Der Bahnhof in 598 Plinquet Street ist erhalten und wurde von der Stadt als historisches Baudenkmal klassifiziert. Im Bahnhofsareal ist der Brill-Triebwagen Nummer 205 abgestellt. Laut dem Winnipeg Water and Waste Department sind aus Sicherheitsgründen keine Besichtigungen und Führungen durch die Betriebsanlagen möglich.

## Fahrzeuge
Bis in die 1940er Jahre wurden die Züge mit Dampflokomotiven geführt. Als 1946 auch Diesellokomotiven zur Verfügung standen, wurde auf Dieselbetrieb umgestellt. Die letzte Dampflokomotive stand während des Hochwassers 1950 für den Notdienst bereit, wurde aber nicht benötigt. Bis 1969 waren vier Diesellokomotiven im Einsatz, heute sind es noch drei. Der Personenverkehr wurde im September 1977 eingestellt. Danach verkehrten in den Sommermonaten noch Ausflugszüge zum Shoal Lake die 1982 endeten.
| Lokomotiven                |                             |                  |                |              | |      |
| Betriebs-Nr.               | Hersteller                  | Achsfolge/Modell | Baujahr        | Seriennummer | Bemerkung | Bild |
| Dampflokomotiven (Auswahl) |                             |                  |                |              | |      |
| 7                          |                             | 2-6-0 Mogul      | 1915           |              | An die Manitoba Sugar Beets Co. verkauft, verschrottet. |      |
| 8                          | American Locomotive Company | 2-6-0 Mogul      | 1920           | 55116        | In den 1920er Jahren an die Mattagami Railroad verkauft, bis 1951 als Nr. 100 im Einsatz, ist dort bis heute erhalten und ausgestellt.                                                      |      |
| Diesellokomotiven          |                             |                  |                |              | |      |
| 100                        | GE Transportation Systems   | 44 Ton           | 1946           | 28495        | Ehem. Laurinburg and Southern Railroad Nr. 100, an die Ontario Southland Railway verkauft.                                                                                                  |      |
| 101                        | GE Transportation Systems   | 44 Ton           | September 1949 | 30251        | An die Ontario Southland Railway verkauft. |      |
| 102                        | GE Transportation Systems   | 44 Ton           |                | 27798        | Ehem. Swift & Company Nr. 400, an die Port Stanley Terminal Rail als Ersatzteilspender verkauft.                                                                                            |      |
| 103                        | GE Transportation Systems   | 44 Ton           | Mai 1947       | 28349        | Ehem. Canadian National Railway (Prince Edward Island Railway) Nr. 7751 und 1966 erworben, an die Port Stanley Terminal Rail verkauft.                                                      |      |
| 200                        | Montreal Locomotive Works   | RS-23            | Mai 1960       | 83289        | Ehem. Devco Railway, ehem. Sydney and Louisburg Railway Nr.200, im März 1985 erworben. |      |
| 201                        | Montreal Locomotive Works   | S-13             | Januar 1959    | 82550        | Im Oktober 1989 von der British Columbia Railway erworben. |      |
| 202                        | Montreal Locomotive Works   | RS-23            | Mai 1960       | 83291        | Ehem. Devco Railway, ehem. Sydney and Louisburg Railway Nr.202, im Juni 1986 erworben. |      |
| 501                        | Montreal Locomotive Works   | S-13             | Januar 1959    | 82548        | Ehem. Pacific Great Eastern Railway Nr. 100, von der British Columbia Railway erworben, an die Ontario Southland Railway verkauft, von dort an die Waterloo Central Railway weiterverkauft. |      |
| 8016/8018                  | Montreal Locomotive Works   | RS-23            | 1959           |              | Ehem. Canadian Pacific Railway Nr. 8016/8018, wurden als Ersatzteilspender erworben. |      |
| Dieseltriebwagen           |                             |                  |                |              | |      |
| 31                         | Mack Trucks                 | B-B              | März 1928      | 163001       | Von der Winnipeg River Railway erworben |      |
| 32/205                     | J. G. Brill Company         | B-B              | Oktober 1921   | 55           | Neu erworben, ist heute vor dem Bahnhof Plinquet Street aufgestellt. |      |
| [ 6 ] [ 7 ] [ 8 ]          |                             |                  |                |              | |      |